# Diócesis de Rodez
La diócesis de Rodez (en latín: Dioecesis Ruthenensis y en francés: Diocèse de Rodez et Vabres) es una circunscripción eclesiástica de la Iglesia católica en Francia. Se trata de una diócesis latina, sufragánea de la arquidiócesis de Toulouse. Desde el 7 de julio de 2022 su obispo es Luc Meyer. Desde el 27 de mayo de 1875 los obispos de Rodez llevan además el título de obispo de Vabres (en latín: Vabrensis).

## Territorio y organización

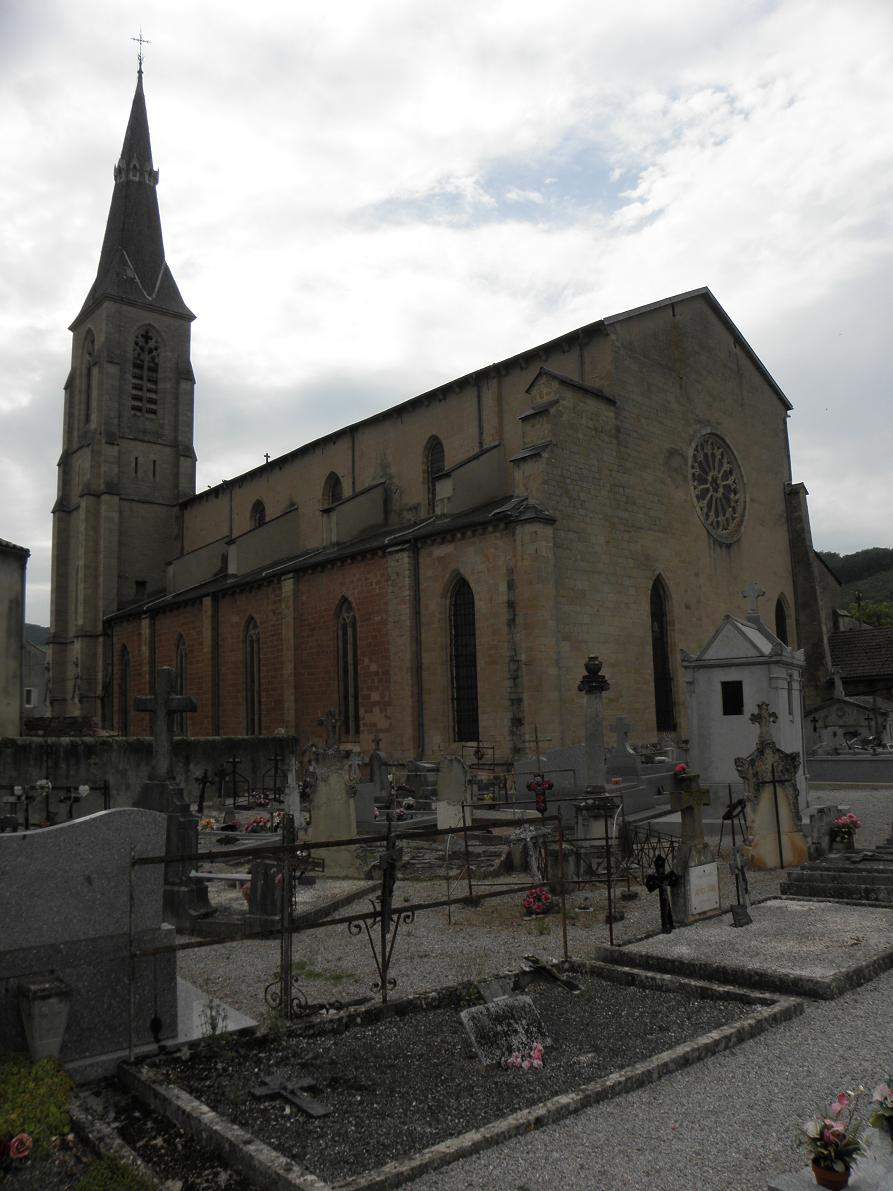
Excatedral de San Salvador, en Vabres-l'Abbaye

La diócesis tiene 8743 km² y extiende su jurisdicción sobre los fieles católicos de rito latino residentes en el departamento de Aveyron en la región de Occitania.

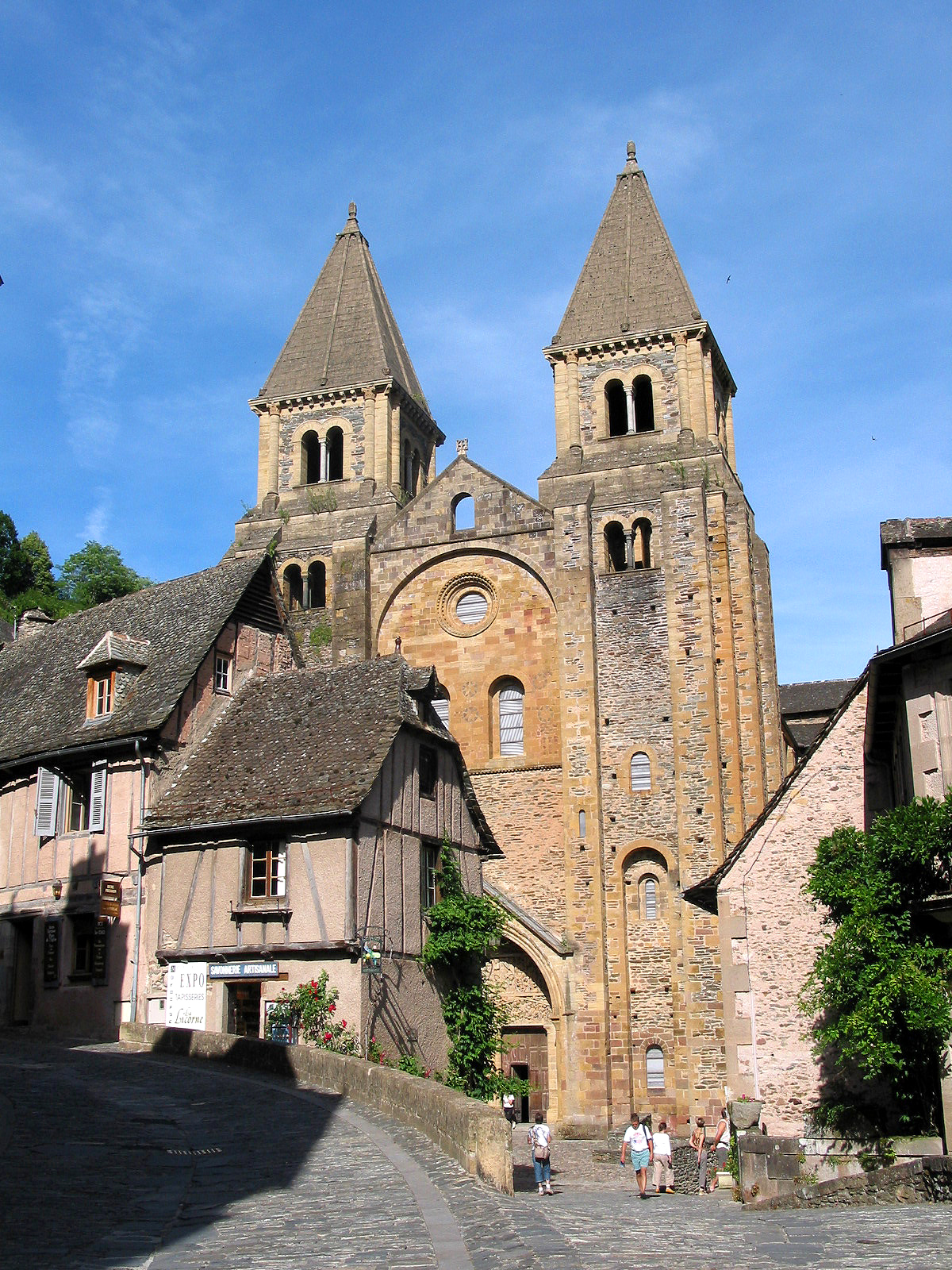
Iglesia abacial de Santa Fe en Conques

La sede de la diócesis se encuentra en la ciudad de Rodez, en donde se halla la Catedral de Nuestra Señora. En Vabres-l'Abbaye se halla la excatedral de San Salvador (ex diócesis de Vabres), en Caignac la basílica de Nuestra Señora y en Conques la iglesia abacial de Santa Fe (Patrimonio de la Humanidad).

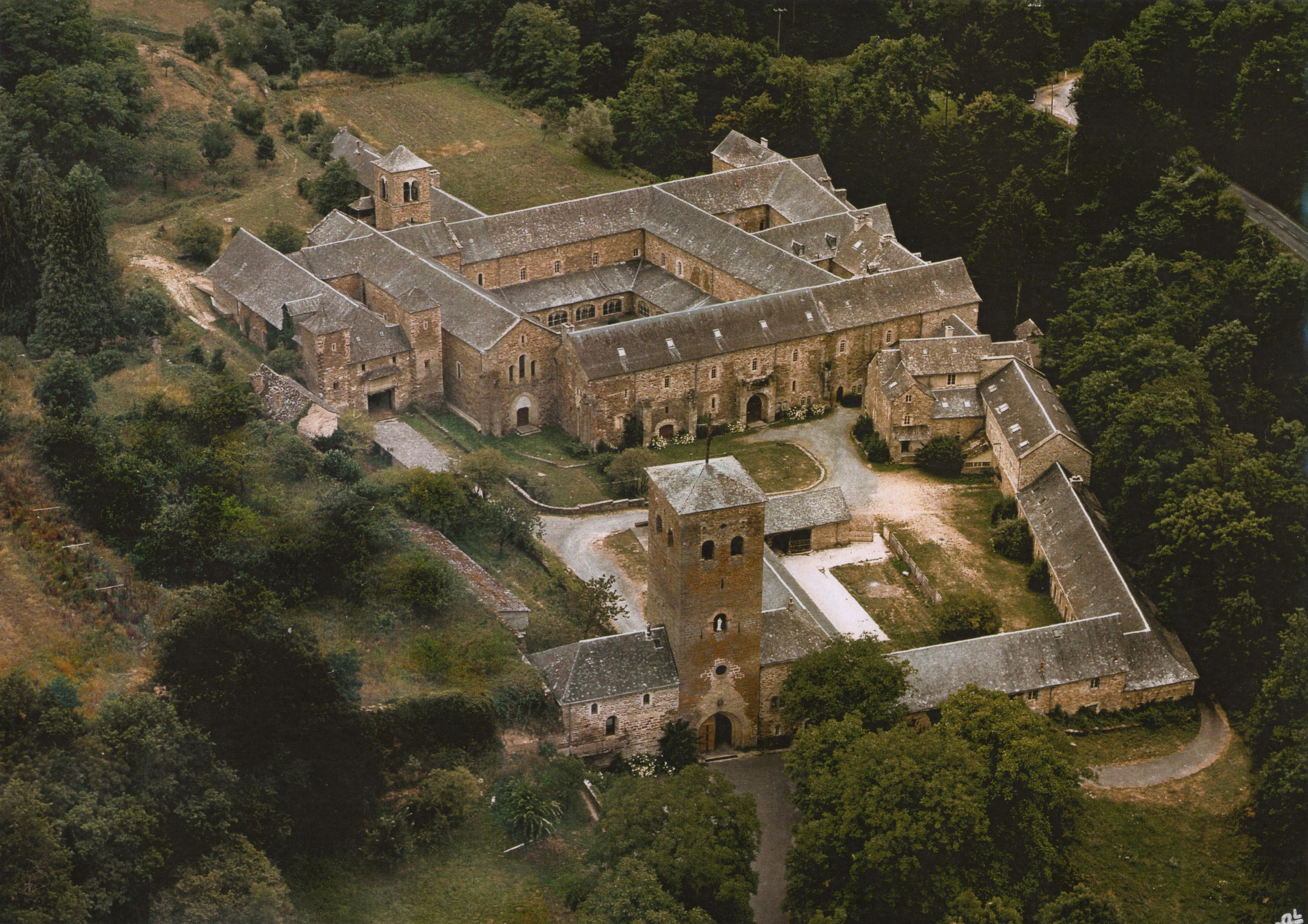
Abadía de Nuestra Señora de Bonnecombe

En 2022 en la diócesis existían 36 parroquias agrupadas en 10 regiones pastorales.

## Historia
Segodunum, la actual Rodez, fue la antigua capital de los rutenos, un pueblo de la Galia celta que habitaba la región de Rouergue. Según la tradición, la evangelización de esta región se debió a san Amancio, reconocido como protoobispo de los rutenos. El primer obispo históricamente documentado es san Quinciano, que participó en el Concilio de Agda en el año 506. Sin embargo, la presencia de una diócesis fue atestiguada ya alrededor del año 475 por Sidonio Apolinar, obispo de Clermont.
Segodunum era una civitas de la provincia romana de Aquitania primera, dependiente administrativamente de Bourges. Por o tanto, la diócesis, al menos desde el siglo VI, dependía desde el punto de vista religioso de la provincia eclesiástica de la arquidiócesis de Bourges, la sede metropolitana.
En el siglo XI surgieron en la diócesis numerosas abadías cistercienses, entre ellas las de Silbanès, Beaulieu, Loc-Dieu, Bonneval y Bonnecombe.
Durante la Edad Media los obispos de Rodez tenían poder temporal sobre el centro de la ciudad. El 25 de mayo de 1277 el obispo Raimond de Calmont d'Olt colocó la primera piedra para la reconstrucción de la catedral, en estilo gótico, que no se completó hasta el siglo XVI.
A finales del siglo XIII la diócesis de Rodez fue la primera diócesis francesa en adoptar el rito romano.
El 13 de agosto de 1317, mediante la bula Salvator noster del papa Juan XXII, cedió una parte de su territorio para la erección de la diócesis de Vabres.
En 1534 la ciudad de Milhau (hoy Millau) adoptó el calvinismo y más tarde se convirtió en uno de los bastiones protestantes. No fue conquistada por los católicos hasta 1629.
El 3 de octubre de 1678 Rodez se convirtió en sufragánea de la arquidiócesis de Albi.
Durante la Revolución francesa la catedral estuvo cerrada al culto y estaba dedicada a Marat. De esta manera se pudo salvar el edificio y posteriormente recuperarlo para el culto.
A raíz del concordato mediante la bula Qui Christi Domini del papa Pío VII del 29 de noviembre de 1801, la diócesis fue suprimida y su territorio dividido entre las diócesis de Cahors y Saint-Flour.
El concordato de 1817 preveía el restablecimiento de la diócesis; por este motivo fue nombrado obispo Charles-André-Toussaint-Bruno de Ramond-Lalande, quien sin embargo nunca asumió el cargo porque el Parlamento de París no aprobó el acuerdo con la Santa Sede.
Recién el 6 de octubre de 1822 se restableció la diócesis mediante la bula Paternae charitatis del papa Pío VII, derivando el territorio de la diócesis de Cahors. Una parte de su antiguo territorio fue cedida a la diócesis de Montauban.
Un grupo de sacerdotes y fieles, apoyados por el obispo exiliado Charles Colbert de Seigneley, se opusieron al régimen concordatario y, negándose a someterse al nuevo obispo Charles de Ramond-Lalande, dieron lugar a un cisma y a una Iglesia conocida con el nombre de Petite Iglesia. El cisma terminó hacia mediados del siglo XIX. Sin embargo, algunos sacerdotes resistieron y el último murió impenitente en 1896. El cisma continuó hasta 1911 en la cercana diócesis de Saint-Flour.
El 27 de mayo de 1875 los obispos de Rodez obtuvieron la adición a su título del de obispos de Vabres, sede suprimida que se encuentra dentro del territorio diocesano.
El 8 de diciembre de 2002, con la reorganización de los distritos eclesiásticos franceses, pasó a formar parte de la provincia eclesiástica de la arquidiócesis de Toulouse.

## Estadísticas
Según el Anuario Pontificio 2023 la diócesis tenía a fines de 2022 un total de 273 595 fieles bautizados.
| Año                                                                             | Población            | Población | Población      | Sacerdotes | Sacerdotes    | Sacerdotes    | Bautizados por sacerdote | Diáconos permanentes | Religiosos | Religiosos | Parroquias |
| Año                                                                             | Bautizados católicos | Total     | % de católicos | Total      | Clero secular | Clero regular | Bautizados por sacerdote | Diáconos permanentes | Varones    | Mujeres    | Parroquias |
| ------------------------------------------------------------------------------- | -------------------- | --------- | -------------- | ---------- | ------------- | ------------- | ------------------------ | -------------------- | ---------- | ---------- | ---------- |
| 1950                                                                            | 285 000              | 300 000   | 95.0           | 943        | 908           | 35            | 302                      |                      | 50         | 2980       | 650        |
| 1969                                                                            | 279 793              | 281 568   | 99.4           | 751        | 715           | 36            | 372                      |                      | 167        | 2340       | 357        |
| 1980                                                                            | 279 000              | 283 000   | 98.6           | 615        | 588           | 27            | 453                      |                      | 112        | 1810       | 638        |
| 1990                                                                            | 282 000              | 290 000   | 97.2           | 453        | 437           | 16            | 622                      | 4                    | 77         | 1340       | 539        |
| 1999                                                                            | 262 000              | 270 141   | 97.0           | 327        | 307           | 20            | 801                      | 5                    | 58         | 1078       | 475        |
| 2000                                                                            | 258 233              | 263 808   | 97.9           | 308        | 289           | 19            | 838                      | 5                    | 50         | 1014       | 475        |
| 2001                                                                            | 256 974              | 263 924   | 97.4           | 292        | 277           | 15            | 880                      | 6                    | 45         | 1021       | 475        |
| 2002                                                                            | 256 900              | 263 924   | 97.3           | 279        | 265           | 14            | 920                      | 6                    | 45         | 1113       | 36         |
| 2003                                                                            | 255 700              | 263 924   | 96.9           | 275        | 261           | 14            | 929                      | 8                    | 35         | 998        | 36         |
| 2004                                                                            | 255 400              | 263 924   | 96.8           | 263        | 250           | 13            | 971                      | 10                   | 40         | 922        | 36         |
| 2010                                                                            | 260 000              | 273 377   | 95.1           | 196        | 183           | 13            | 1326                     | 11                   | 41         | 766        | 36         |
| 2014                                                                            | 271 400              | 279 400   | 97.1           | 160        | 142           | 18            | 1696                     | 12                   | 45         | 664        | 36         |
| 2017                                                                            | 275 977              | 280 258   | 98.5           | 117        | 104           | 13            | 2358                     | 12                   | 34         | 610        | 36         |
| 2020                                                                            | 273 160              | 278 860   | 98.0           | 105        | 90            | 15            | 2601                     | 12                   | 37         | 415        | 35         |
| 2022                                                                            | 273 595              | 279 595   | 97.9           | 88         | 77            | 11            | 3109                     | 12                   | 26         | 298        | 36         |
| Fuente: Catholic-Hierarchy, que a su vez toma los datos del Anuario Pontificio. |                      |           |                |            |               |               |                          |                      |            |            |            |

## Episcopologio
- San Amanzio †[nota 1]
- San Quinciano † (antes de 506-circa 515 nombrado obispo de Clermont)
- San Dalmazio † (515[nota 2]-circa 580/581 falleció)
- Teodosio † (?-583 o 584 falleció)
- Innocenzo †[nota 3]
- Deodato I † (antes de 599-?)[nota 4]
- Vero † (antes de 610/612-después de 627)[nota 5]
- Aredio †
- Faraldo † (mencionado en 838)[nota 6]
- Bego †[nota 7]
- Elizacaro † (mencionado en 862)
- Aimaro I † (mencionado en 876)
- Frotardo † (mencionado en 887)[nota 8]
- Adalgaro? † (mencionado en 888)[nota 9]
- Gausberto † (?-circa 909 falleció)[nota 10]
- Deodato II † (mencionado en 922)
- Giorgio † (mencionado en 933)
- Aimaro II † (mencionado en 935)
- Stefano † (mencionado en 966)
- Deodato III † (mencionado en 975)
- Maganfred † (mencionado en 986)
- Arnaud † (mencionado en 1028 circa)
- Gerauld † (mencionado en 1037)
- Pierre Bérenger de Narbonne † (antes de 1046-1062? depuesto)
- Pons d'Étienne † (1076-después de 1090)
- Raimond Frotard † (mencionado en 1095)
- Adémar † (antes de 1099-después de 1144 falleció)
- Pierre II † (1146-1161/1162 renunció)
- Hugues de Rodez † (1162-1211 renunció)
- Pierre-Henry de La Treille † (1 de julio de 1211-1234 falleció)
- B... de Beziers † (1234-1245 falleció)
- A... † (mencionado en 1245)
  - Berenger Centolh † (12 de diciembre de 1246-?) (obispo electo)
- Vivian (Vivien) de Boyer, O.F.M. † (15 de marzo de 1247-1274 falleció)
- Raimond de Calmont d'Olt † (23 de octubre de 1274-circa 1298 falleció)
- Bernard de Monastier † (1298-11 de noviembre de 1299 falleció)
- Gaston de Cornet † (13 de abril de 1300-2 de marzo de 1301 falleció)
- Pierre Pleinecassagne (Pleine-Chassagne), O.F.M. † (1302-6 de febrero de 1319 falleció)
- Pierre de Castelnau-Bretenoux † (4 de marzo de 1319-1336 falleció)
- Bernardo d'Albi † (31 de enero de 1336-18 de diciembre de 1338 renunció)
- Gilbert de Cantabrion, O.S.B. † (27 de enero de 1339-12 de marzo de 1348 falleció)
- André † (mencionado en 1348)[nota 11]
- Raimond d'Aigrefeuille, O.S.B. † (17 de junio de 1349-1361 falleció)
- Faydit d'Aigrefeuille, O.S.B. † (2 de agosto de 1361-18 de julio de 1371 nombrado obispo de Aviñón)
  - Jean de Cardaillac † (18 de julio de 1371-1378 renunció) (administrador apostólico)
- Bertrand de Raffin † (24 de enero de 1379-? falleció)
- Henri de Sénery (Sévéry) † (18 de mayo de 1385-? falleció)
- Guillaume de La Tour (d'Ortolan) † (25 de mayo de 1397-? falleció)
- Vitalis de Mauléon † (31 de diciembre de 1417-29 de noviembre de 1428 nombrado patriarca de Alejandría)
- Guillaume de La Tour d'Oliergues † (16 de marzo de 1429-1457 renunció)
- Bertrand de Chalancon (Chalençon) † (22 de abril de 1457-1494? renunció)
- Bertrand de Polignac † (2 de junio de 1494-2 de noviembre de 1501 falleció)
- Charles de Tournon † (26 de noviembre de 1501-1504 falleció)
- Beato François d'Estaing † (21 de octubre de 1504-1 de noviembre de 1529 falleció)
- Georges d'Armagnac † (19 de enero de 1530-27 de junio de 1561 renunció)
- Jacques de Corneillan † (27 de junio de 1561-1580? renunció)
- François de Corneillan † (12 de octubre de 1580-14 de septiembre de 1614 falleció)
- Bernardin de Corneillan † (14 de septiembre de 1614 por sucesión-1645? falleció)
- François de Corneillan-Mondenard † (mencionado en 1645)[nota 12]
- Charles de Noailles † (8 de abril de 1647-27 de marzo de 1648 falleció)
- Hardouin de Péréfixe de Beaumont † (1 de febrero de 1649-24 de marzo de 1664 nombrado arzobispo de París)
- Louis Abelly † (9 de junio de 1664-1666 renunció)
- Gabriel Voyer de Paulmy † (7 de febrero de 1667-11 de octubre de 1682 falleció)
  - Sede vacante (1682-1693)
- Paul-Louis-Philippe de Lezay de Lusignan † (12 de octubre de 1693[nota 13]-24 de febrero de 1716 falleció)
  - Sede vacante (1716-1718)
- Jean-Armand de La Volve de Tourouvre † (8 de junio de 1718-18 de septiembre de 1733 falleció)
  - Sede vacante (1733-1736)
- Jean d'Ise de Saléon † (11 de abril de 1736-26 de noviembre de 1746 renunció[nota 14])
- Charles de Grimaldi d'Antibes † (19 de diciembre de 1746-10 de marzo de 1770 falleció)
- Jérôme-Marie Champion de Cicé † (6 de agosto de 1770-30 de marzo de 1781 renunció[nota 15])
- Charles Colbert de Seigneley de Castell-Hill † (2 de abril de 1781-1813 falleció)[nota 16]
  - Sede suprimida (1801-1822)
- Charles-André-Toussaint-Bruno de Ramond-Lalande † (1 de octubre de 1817[nota 17]-10 de abril de 1830 nombrado arzobispo de Sens)
- Pierre Giraud † (5 de julio de 1830-24 de enero de 1842 nombrado arzobispo de Cambrai)
- Jean-François Croizier † (23 de mayo de 1842-2 de abril de 1855 falleció)
- Louis-Auguste Delalle † (28 de septiembre de 1855-6 de junio de 1871 falleció)
- Joseph-Christian-Ernest Bourret, C.O. † (27 de octubre de 1871-10 de julio de 1896 falleció)
- Jean-Augustin Germain † (19 de abril de 1897-14 de diciembre de 1899 nombrado arzobispo de Toulouse)
- Louis-Eugène Francqueville † (14 de diciembre de 1899-9 de diciembre de 1905 falleció)
- Charles du Pont de Ligonnès † (21 de febrero de 1906-5 de febrero de 1925 falleció)
- Charles Challiol † (15 de mayo de 1925-11 de marzo de 1948 falleció)
- Marcel-Marie-Henri-Paul Dubois † (8 de julio de 1948-10 de junio de 1954 nombrado arzobispo de Besanzón)
- Jean-Ernest Ménard † (23 de enero de 1955-28 de junio de 1973 falleció)
- Roger Joseph Bourrat † (30 de mayo de 1974-1 de junio de 1991 renunció)
- Bellino Giusto Ghirard † (1 de junio de 1991 por sucesión-2 de abril de 2011 retirado)
- François Fonlupt (2 de abril de 2011-11 de junio de 2021 nombrado arzobispo de Aviñón)
- Luc Meyer, desde el 7 de julio de 2022